# Maculinea rühli
Maculinea rühli är en fjärilsart som beskrevs av Krulikovski 1892. Maculinea rühli ingår i släktet Maculinea och familjen juvelvingar. Inga underarter finns listade i Catalogue of Life.